# Anna Gottburgsen
Anna Gottburgsen (* 29. Juni 1896 in Oldersbek bei Husum; † 2. Januar 1988 in Husum) war eine deutsche Blumen- und Landschaftsmalerin.

## Leben
Anna Gottburgsen wurde als Tochter eines Bauern geboren.
Sie fand über den Husumer Landschafts- und Bildnismaler Albert Johannsen (1890–1975) Zugang zur Aquarell- und Ölmalerei.
Seit 1925 besuchte sie die Hochschule für Bildende Künste in Hamburg bei Friedrich Ahlers-Hestermann. Von 1926 bis 1928 studierte sie bei Hans Hofmann und Hans Stadelberger (1892–1970) an der privaten Malschule Hans Hofmann Schule für Bildende Kunst  in Schwabing, die Hans Hofmann von 1915 bis 1930 leitete. Ihre weitere Ausbildung erhielt sie 1930 an der Malschule von Lovis Corinth in Berlin.
Die Blumen- und Landschaftsmalerin, die seit 1946 dem Bund deutscher Landesberufsverbände Bildender Künstler, Landesverband Schleswig-Holstein, angehörte und an den Landesschauen Schleswig-Holsteinischer Künstler in den Jahren 1957, 1978 und 1982 teilnahm, wurde nach ihren eigenen Angaben am stärksten von Hans Hofmann beeinflusst.
Ihre Bilder stehen in der Tradition einer realistischen Landschaftsmalerei mit verhaltenen impressionistischen Tendenzen.
1982 wurde ihr im Husumer Schloss eine Einzelausstellung zuteil.

## Werke (Auswahl)
- Nissenhaus, Husum